# Agathomyia viduella
Agathomyia viduella är en tvåvingeart som först beskrevs av Zetterstedt 1838.  Agathomyia viduella ingår i släktet Agathomyia och familjen svampflugor.
Artens utbredningsområde är Norge. Arten är reproducerande i Sverige. Inga underarter finns listade i Catalogue of Life.